# Fiorinia hymenanthis
Fiorinia hymenanthis är en insektsart som beskrevs av Sadao Takagi 1975. Fiorinia hymenanthis ingår i släktet Fiorinia och familjen pansarsköldlöss. Inga underarter finns listade i Catalogue of Life.